# Zygmunt Sagan
Zygmunt Sagan (ur. 1928 w Zamościu, zm. 2019) – polski lekarz medycyny sądowej, prof. dr hab. n. med.

## Życiorys
W czasie II wojny światowej należał do Szarych Szeregów, gdzie jako łącznik posługiwał się pseudonimem „Prosty” i „Major”. Po wojnie w ramach represji stalinowskich był więziony między innymi na Zamku w Lublinie i we Wronkach. Ukończył studia na Uniwersytecie Wrocławskim. Specjalizował się w biologii i serologii krwi. Przez 40 lat związany był z Zakładem Medycyny Sądowej Pomorskiej Akademii Medycznej w Szczecinie, gdzie piastował między innymi funkcję wieloletniego kierownika katedry. Jako pierwszy wspólnie z dr. G. Funfhausenem wprowadził do rutynowych badań śladów krwi cech grupowych immunoglobulin (Gm) obok oznaczeń antygenów układu ABO. Opracował także urządzenie do usuwania aglutynin przy badaniu plam krwi. W 1988 uzyskał habilitację, zaś w 1998 tytuł profesora. W dorobku miał około 200 prac naukowych.